# Zbigniew Pacelt
Zbigniew Pacelt (né le 26 août 1951 à Ostrowiec Świętokrzyski et mort le 4 octobre 2021) est un pentathlonien et nageur polonais, double champion du monde par équipe.

## Biographie
Il commence sa carrière de nageur dans le club KSZO Ostrowiec Świętokrzyski, dans les années 1970. Il s'entraîne à Varsovie dans différents clubs : AZS, Lotnik et Legia. Il est champion de Pologne de natation à de nombreuses reprises : sur 200 mètres quatre nages en 1967, 1968, 1970, 1971 et 1972, et sur 400 mètres quatre nages en 1971. Il termine trois fois à la deuxième place aux championnats de Pologne en pentathlon moderne. Son plus grand succès est le championnat du monde par équipe en 1977 et 1978. Après avoir terminé sa carrière, il devient entraîneur. En 1992, il entraîne l'équipe nationale qui obtient deux médailles olympiques, par équipe et individuelle d'Arkadiusz Skrzypaszek.

## Palmarès

### Championnats du monde
- 1977
  -  Médaille d'or par équipe
- 1978
  -  Médaille d'or par équipe

### Championnats de Pologne
- 1975  Médaille d'argent
- 1977  Médaille d'argent
- 1978  Médaille de bronze
- 1979  Médaille d'argent